# Shiina Yasutane
Shiina Yasutane (椎名 康胤?; ... – 1576) fu un samurai e daimyō giapponese della provincia di Etchū durante il periodo Sengoku.
Capo del clan Shiina nel periodo dal 1550 al 1560 guidò numerosi attacchi contro il clan Jinbō di Jinbō Nagamoto, signore del castello di Toyama, a parte in una breve pace firmata nel 1554 attraverso la mediazione del clan Hatakeyama della provincia di Noto.
Nel 1560 Yasutane riuscì ad ottenere l'appoggio del clan Uesugi, e nel mese di aprile Uesugi Kenshin conquistò il castello di Toyama. Jinbo e Shiina continuarono a combattere, e più tardi Yasutane stipulò un accordo con il clan Takeda. Questo provocò Kenshin, che nel 1575 attaccò e coonquistò il castello di Matsukura roccaforte del clan Shiina. Yastutane chiese a Kenshin la restituzione del castello ma ciò non avvenne. Gli Shiina divennero così servitori del clan Uesugi.
In uno dei pochi casi documentati di due generali che si scontrarono personalmente in combattimenti, Yasutane combatté con il capo del clan Jinbo, Nagamoto, nel 1554 nella battaglia di Imizu. Durante questo particolare scontro, fu colpito alla mascella da Nagamoto, che lo ha lasciato sfregiato permanentemente. 
Si crede che sia stato assassinato nel 1576 da Kojima Motoshige, su ordine di Uesugi Kenshin.